# Vocale intrinseca
Una vocale intrinseca (in inglese inherent vowel) è una componente delle scritture abugide (o alfasillabiche). È un suono vocalico usato per ogni carattere consonantico di base (privo di diacritici). Ad esempio, se l'alfabeto latino usasse 'i' come vocale intrinseca, "Wikipedia" sarebbe scritta come "Wkpeda".
Ci sono molti tipi di scritture abugide, tra i quali la maggior parte delle scritture brahmi e kharoshthi, la scrittura meroitica, che si sviluppò in Nubia (che oggi corrisponderebbe grosso modo all'Egitto meridionale e al Sudan settentrionale), e la scrittura ge'ez. Molti di questi sono ancora in uso. L'antico persiano cuneiforme usa anche una struttura simile a una vocale intrinseca, sebbene solo con una parte delle sue consonanti, e per questo motivo alcuni autori non considerano l'alfabeto realmente di tipo abugida. Sebbene sia la prima scrittura nota a usare vocali intrinseche (a partire dal VI secolo d.C.), non è stato ancora dimostrato alcun collegamento diretto con questi quattro sistemi di scrittura.
La maggior parte delle scritture brahmi e ge'ez usano carattere consonantici come grafemi di base, per mezzo dei quali sono costruite le sillabe. I grafemi di base che hanno una consonante con vocale intrinseca possono essere solitamente trasformati in grafemi parzialmente o totalmente diversi aggiungendo diacritici. Il meroitico e l'antico cuneiforme persiano marcano le sillabe contenenti vocali non intrinseche facendo seguire al carattere di base un altro carattere che rappresenta una delle vocali non intrinseche.
I sistemi di scrittura che fanno uso delle vocali intrinseche spesso usano uno speciale diacritico al fine di sopprimere la vocale intrinseca e fare in modo che sia pronunciata solo la consonante, come ad esempio il cosiddetto virama che si ritrova in molte scritture del sud-est asiatico. Altri sistemi prevedono una precedente conoscenza della lingua per poter capire quando si pronuncia la vocale interna e quando invece si pronuncia solo la consonante.